# Arheološko najdišče Mérida
Arheološko najdišče Mérida, Extremadura, Španija, je najpomembnejše rimsko arheološko najdišče na Iberskem polotoku. 
Mesto Colonia Iulia Emerita Augusta je ustanovil cesar Gaj Avgust Oktavijan leta 25. pr. n. št. med svojo hispansko kampanjo. Postala je upravno središče rimske province Luzitanije, njen glavni namen pa je bil nastanitev vojnih veteranov V. legije Alaudae in X. legije Gemina, ki so sodelovali v kantabtrijskih vojnah. 
Do padca Zahodnega rimskega cesarstva je bila Emerita Augusta vojaško, kulturno, gospodarsko in sodno središče province. Njen pomen je bil velik, da jo je imel rimski pesnik in retorik  Decim Magn Avzonij za deveto najpomembnejše mesto v rimskem svetu. 
O njeni vitalnosti še danes pričajo ostaline rimskega mesta. Gledališče, amfiteater in akvadukt spadajo med največje dosežke rimske arhitekture v Španiji. Skrb za tako obsežno dediščino je prevzel Narodni muzej rimske umetnosti, ki so ga zgradili leta 1986 po načrtih arhitekta Rafaela Monea. Sedem let pozneje, leta 1993, je bil kompleks vpisan na seznam Unescove svetovne dediščine.

## Gledališče
Gradnjo gledališča je vzpodbudil konzul Vespazijan Agripa. Iz napisa v gledališču je razvidno, da je bilo zgrajeno leta 16-15 pr. n. št..
Gledališče je doživelo več prenov, zlasti ob koncu 1. stoletja ali v začetku 2. stoletja n. št., verjetno med vladanjem cesarja Trajana. V tistem času je bila zgrajena sedanja prednja odrska fasada (scaenae frons). Drugo obnovo je doživelo med letoma 330 in 340 v času cesarja Konstantina I., ko so uvedli nove arhitekturne elemente in zgradili pešpot okoli gledališča. Po uvedbi krščanstva so gledališče v pozni antiki opustili. Počasi ga je prekrila zemlja, da so bile vidne samo še zgornje vrste sedežev (summa cavea).
Lokalno izročilo pravi, da je bilo na tem mestu sedem stolov, na katerih je sedelo več mavrskih kraljev in odločalo o usodi mesta.

## Amfiteater
Rimski amfiteater, ki je bil bolj priljubljen kot gledališče, so odprli leta 8 pr. n. št..  V njem so se dogajale predvsem gladiatorske igre. 
Sestavljen je iz osrednje eliptične arene, obdane s tribunami za 15.000 gledalcev. Tribune so bile skladno z avgustejsko tradicijo radeljene na tri dele, pri čemer so bile spodnje vrste rezervirane za gledalce z najvišjimi družbenimi položaji. Ohranjen je samo slednji, najnižji del amfiteatra, ker so po prenehanju zanimanja za igre zgornje dele amfiteatra uporabljali kot kamnolom za gradnjo sosednjih zgradb.

## Circus maximus
Cirkus je bil namenjen predvsem dirkam z bojnimi vozovi. Zgrajen je bil v času cesarja Tiberija na začetku 1. stoletja n. št., verjetno okoli leta 20, po zgledu na rimski cirkus. Bil je največja zgradba v Méridi, dolg 400 m in širok 115 m. Sprejel je do 30.000 gledalcev in spada med najbolje ohranjene rimske cirkuse.
Velik del je porušen, ohranili pa so se  glavni vhod (Porta Pompae), Vrata zmage (Porta Triumphalis), vzdolžni predelni zid (spina) in sodniška tribuna (tribunal iudicium).
Ob vhodu v prostor okoli ograjenih ostankih cirkusa je manjši muzej, posvečen meridskemu cirkusu.

## Rimski most
Rimski most (špansko Puente Romano) preko reke Guadiana in cesta, ki je od njega vodila na drugo stran mesta, sta bila glavni dekuman (Decumanus Maximus) Emerite Augustae.  Je najdaljši ohranjeni antični most, ki je bil nekoč dolg 755 m in je imel 62 lokov. Sedaj je dolg 721 m in ima 60 lokov, od katerih so trije pokopani na južnem bregu Guadiane. Skupaj z dostopi je dolg 790 m.

## Čudežni akvadukt
Čudežni akvadukt (špansko Acueducto de los Milagros) je delno porušen rimski akvadukt, ki je Emerito Augusto oskrboval z  vodo iz umetnega Proserpininega jezera, ki je kakšnih 5 km iz mesta. Jezero je napajal potok Las Pardillas. 
Zgrajen je bil na začetku 1. stoletja n. št.. Okoli leta 300 je bil dograjen ali obnovljen. Ime Čudežni akvadukt so mu dali domačini kot znak spoštovanja, da še vedno stoji.
Ohranjen je relativno majhen, 830 m dolg del akvadukta. Sestavlja ga 38 obokanih stebrov, ki so med seboj oddaljeni 25 m.  Zgrajen je iz različnih gradiv (opus mixtum): pravilno obdelanih granitnih blokov z vmesnimi sloji rdeče opeke. Oboki so zgrajeni iz opeke. 

## Akvadukt de Rabo de Buey-San Lázaro
Mérida je imela še dva druga akvadukta: 15 km dolg akvadukt Aqua Augusta, po katerem je dotekala voda iz jezera Conalvo, in akvadukt San Lázaro, ki se je napajal iz podzemskih izvirov in potokov. Od slednjega so ohranjeni samo trije stebri v bližini rimskega cirkusa, ker so ga uporabili za gradnjo novih objektov. 

## Rimski forum
Rimski forum je bil glavni javni prostor v Emeriti Augusti. Zgrajen je bil leta 25 pr. n. št.. Ohranjen je Dianin tempelj, zgrajen iz lokalnega granita. Ime templja je napačno, ker ni bil posvečen boginji Diani, ampak  cesarskemu kultu. Del templja so kasneje uporabili za gradnjo palače grofa Corbosa. Na forumu je tudi Marsov tempelj, portik iz 1. stoletja, bazilika in javno kopališče.
Emerita Augusta je imela poleg Rimskega tudi Deželni forum.

## Trajanov slavolok
Trajanov slavolok stoji na Deželnem forumu na glavnem kardu mesta (Cardo Maximus), ki je bil ena od najbolj prometnih mestnih ulic. Forum je bil sprva tlakovan z marmorjem.
Temelji slavoloka so iz granita, gornji del pa iz marmorja. Visok je  13,97 m, širok 5,70 m in dolg 8,67 m. Domneva se, da je bil posvečen rimskim vojaškim zmagam, verjetno ne Trajanovim, hkrati pa je bil vhod v Deželni forum.

## Mitrejska hiša
Hišo (špansko Casa del Mitreo), ki je ime dobila po bližnjem mitreju , so po naključju odkrili leta 1969. Nahaja se na južnem pobočju hriba San Albin. Zgrajena je iz neobdelanih kamnitih blokov z okrepljenimi vogali. Hiša ima notranje dvorišče in sobo s kozmogonskim mozaikom, na katerem so alegorično upodobljeni naravni pojavi (reke, vetrovi itd.), dan katerimi bdi Eon. Hiša je bila nedavno prekrita in obnovljena.

## Alcazaba
Ob Rimskem mostu čez reko Guadiana  stoji Alcazaba, ki jo zgradil Abd Al Rahman II. leta 835 kot trdnjavo za obvladovanje Méride, ki se je od leta 805 stalno upirala oblastnikom iz  Kordovskega emirata. Alcazaba je bila prva arabska citadela, zgrajena na Iberskem polotoku.
Zgradba kvadratne oblike s stranicami 130 m je lahko sprejela številno vojaško posadko. Obzidje je visoko 10 m in debelo 2,7 m, zgrajeno na ostankih in z ostanki rimskega in vizigotskega obzidja. Na obzidju je 25 stolpov. V notranjosti je edinstvena cisterna za pitno vodo (aljibe), ki je preko filtrov pritekala iz reke Guadiane. 
Alcazaba je dostopna z Rimskega mostu skozi majhen prostor, imenovan Alcazarejo, ki je nekoč služil za pregled pešcev in blaga, ki so ga vozili v mesto. Ob njegovih vratih sta dva stolpa, na podkvastem loku pa je napis v čast pokrovitelju gradnje  Abd Al Rahmanu II..
Ob trdnjavi je bil zgrajen konvent reda Santiago, ki je sedaj  sedež  esstremadurske deželne uprave.

## Kolumbarij
Kolumbarij (špansko Los Columbarios) sestavljata dve zgradbi, ki sta nekoč stali v rimski nekropoli izven mestnega obzidja. Obe sta lep primer rimskih nagrobnih  zgradb. Zgrajeni sta iz neobdelanega kamna, sedeži pa so iz granita. Na obeh so se ohranili napisi družin, Voconii in Iulii, ki sta bili njuni lastnici. V zadnjem času je okolica kolumbarija preurejena v sprehajališče, posvečeno odnosu meščanov Emerite do umrlih. Na panelih so napisi epikurejcev in stoikov in razlage rimskih pogrebnih običajev. Na sprehajališču sta tudi dva rimska mavzoleja. 
Kolumbarij je dostopen skozi Mitrejsko hišo. 